# 小海恰
51°17′31″N 28°36′23″E / 51.29194°N 28.60639°E
小海恰（烏克蘭語：Мала Хайча），是烏克蘭北部的村莊，隸屬日托米爾州的科羅斯滕區。該村始建於1950年，面積0.18平方公里，海拔高度168米，2001年人口368，人口密度每平方公里2,067.42人。